# Złota Odznaka ZNP
Złota Odznaka ZNP – najwyższe odznaczenie Związku Nauczycielstwa Polskiego.
Odznaka jest wyróżnieniem jednostopniowym i może być przyznana tylko raz. Jest nadawana przez Zarząd Główny ZNP za szczególne osiągnięcia w działalności związkowej, społecznej, oświatowej i naukowej. Stanowi kontynuację Złotej Odznaki ZNP, która została wydana z okazji jubileuszu 50-lecia ZNP. Zasadniczo odznaka jest nadawana członkowi ZNP, jednak w szczególnych przypadkach wyróżniona może zostać osoba nienależąca do tej organizacji. Odznaczona może zostać także organizacja społeczna i instytucja.
Znowelizowany Regulamin Złotej Odznaki ZNP został podpisany przez prezesa ZNP, Sławomira Broniarza, i wszedł w życie dniem 1 lipca 2007.